# Ahmet Önder
Ahmet Önder (né le 12 juillet 1996 à Ödemiş) est un gymnaste turc.
Il termine 9e du concours général lors des Championnats du monde de gymnastique artistique 2017 à Montréal.
II remporte la médaille d'argent par équipes et la médaille de bronze au concours général, en plus de trois autres médailles dont le titre aux barres parallèles, lors des Jeux méditerranéens de 2018.
Il est médaillé d'argent à la barre fixe aux Jeux européens de 2019 à Minsk et aux Championnats du monde de gymnastique artistique 2019 à Stuttgart et médaillé de bronze aux barres parallèles à l'Universiade d'été de 2019 à Naples. Il est médaillé d'argent par équipes aux Championnats d'Europe de gymnastique artistique masculine 2020.
Il est médaillé d'or du concours par équipes, médaillé d'argent au sol et médaillé de bronze à la barre fixe aux Jeux méditerranéens de 2022 à Oran.
Aux Championnats d'Europe de gymnastique artistique masculine 2022 à Munich, il remporte la médaille de bronze par équipe.
Aux Championnats d'Europe de gymnastique artistique 2023 à Antalya, il remporte la médaille d'argent par équipe.